# Freya Mathews
Pour les articles homonymes, voir Mathews.
Freya Mathews (née le 7 septembre 1949) est une philosophe australienne et une écologiste spécialisée en philosophie environnementale. Elle soutient une conception métaphysique de la nature et une forme de panpsychisme fondée sur la notion de totalité organique. Sur le plan éthique, ses principales contributions concernent l'écologie profonde, l'écoféminisme et la défense d'une civilisation écologique intégrant les valeurs et la vision des peuples premiers. 
En plus de ses activités de recherche, elle gère une réserve privée de biodiversité dans le nord de l'État de Victoria, en Australie. Elle est membre de l'Académie australienne des sciences humaines.

## Principales publications
- The Ecological Self, Routledge, Londres, 1991.
- Ecology and Democracy, Routledge, Londres, 1996.
- For Love of Matter: A Contemporary Panpsychism, SUNY Press, Albany, 2003.
- Journey to the Source of the Merri, Ginninderra Press, Canberra, 2003.
- Reinhabiting Reality: Towards a Recovery of Culture, SUNY Press, Albany, 2005.
- Ardea: a Philosophical Novella, Punctum Books, New York, 2016.
- Without Animals Life is not Worth Living, Ginninderra Press, Adélaïde, 2016.

## Source de la traduction
- (en) Cet article est partiellement ou en totalité issu de l’article de Wikipédia en anglais intitulé « Freya Mathews » (voir la liste des auteurs).